# Fère-Champenoise
Fère-Champenoise – miejscowość i gmina we Francji, w regionie Grand Est, w departamencie Marna.
Według danych na rok 1990 gminę zamieszkiwały 2362 osoby, a gęstość zaludnienia wynosiła 36 osób/km².